# چرکس

پرچم چرکس‌ها

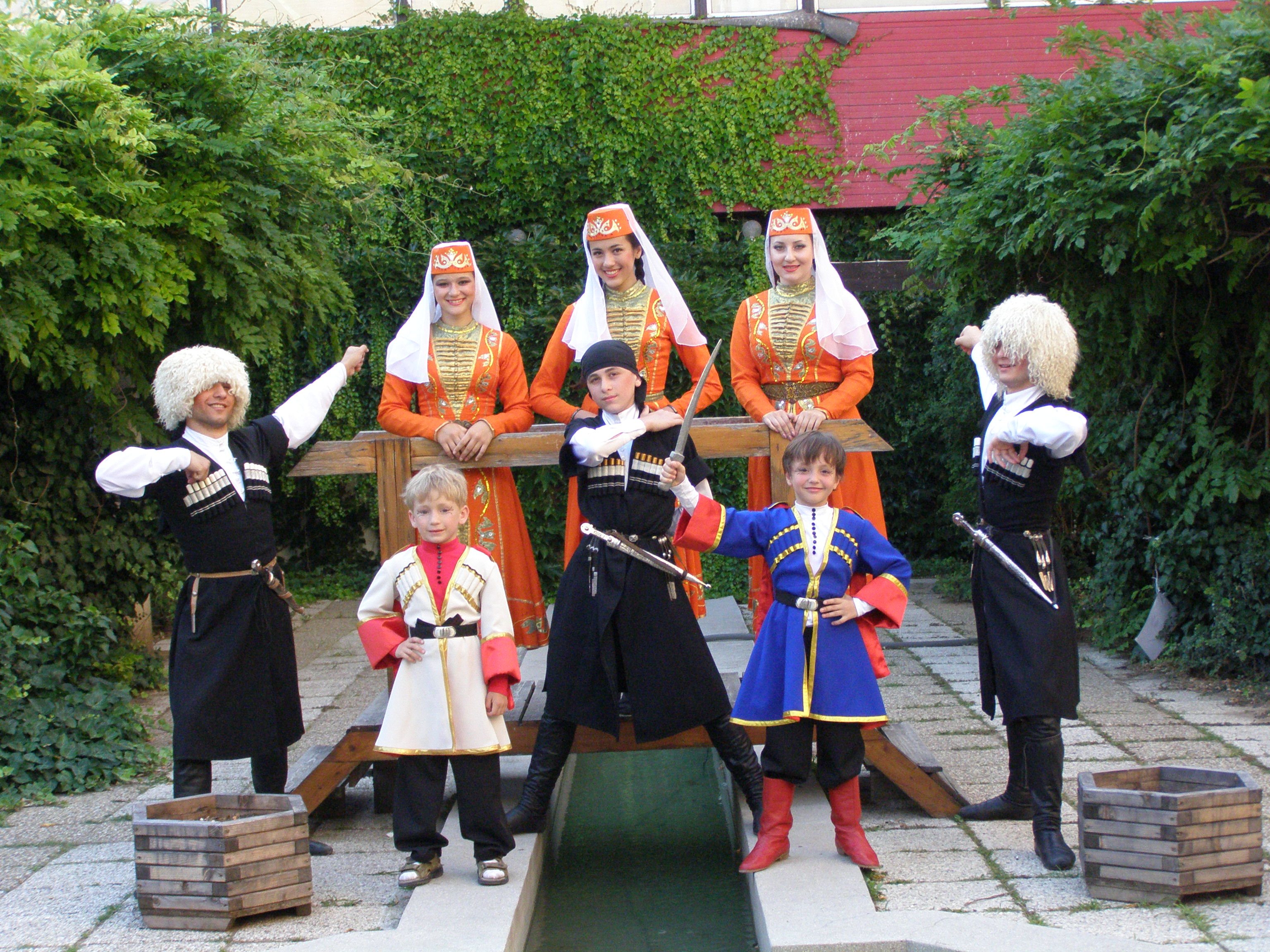
چرکس‌ها در لباس محلی

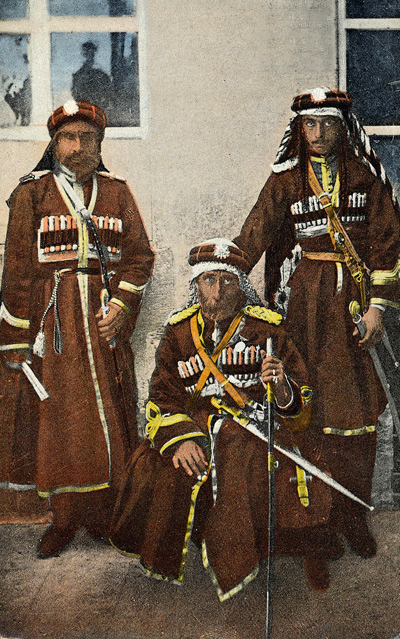
یکی از پاشاهای چرکس به نام ابراهیم‌پاشا به همراه دو پسرش

چـَرکَس نام قومی قفقازی که در جمهوری آدیغیه روسیه و ترکیه ساکن هستند. چرکس‌ها به زبان چرکسی از گروه زبان‌های قفقازی شمال غربی سخن می‌گویند، و بیشترشان مسلمانان سنی هستند. این قوم از تبار قفقازی آدیغه‌ای- آبخازی‌ست که هم‌اکنون در سه جمهوری قفقاز شمالی یعنی جمهوری کاباردینو- بالکاریا (قبارطه- بلغار)، جمهوری کاراچای- چرکسیا (قره چای- چرکس) و جمهوری آدیغه پراکنده هستند. ناحیهٔ چرکسستان که منظور جغرافیای تاریخی چرکس‌ها است، در تاریخ ۳۰۰ سالهٔ اخیر خویش، تبدیل به محل مجادلات منطقه‌ای سه دولت ایران، روس و عثمانی شده بود. چرکس‌ها در طول تاریخ همواره به‌صورت برده و غلام برای حکومت‌های گوناگون جنوبی از جمله ایرانیان و عثمانیان آورده می‌شدند، بدین ترتیب این قوم توانستند در نواحی جنوب و به‌خصوص در دربار ایران و عثمانی نفوذ کنند و تأثیرات به‌سزایی در برخی از دوران تاریخی داشته باشند. بعد از فروپاشی شوروی، تمایلات استقلال‌طلبانه در این ناحیه آغاز شد و چرکس‌ها نیز وارد مناقشات قفقاز شدند. از جمله مهم‌ترین مناقشات، می‌توان درگیری میان گرجیها و آبخازها را اشاره کرد که نهادها و نیروهای نظامی چرکسی با گرجیان به مبارزه پرداختند.
پس از شکست عثمانی‌ها در قفقاز از روسیه و امضاء عهدنامه آدریانوپل در ۱۲۴۵/۱۸۲۹ چرکس‌ها تا سال ۱۲۸۱/۱۸۶۴ مقاومت زیادی در برابر روس‌ها کردند و بنا بر گزارش‌های عثمانی ۵۹۵٬۰۰۰ چرکس در میان سال‌های ۱۲۷۲/۱۸۵۶ و ۱۲۸۱/۱۸۶۴ منطقه بومی خود در قفقاز را ترک کرده و به آناتولی و روملی مهاجرت کردند. در زمان عثمانیان، به‌ویژه در سدهٔ ۱۷ میلادی، بردگان چرکس به مناصب بالایی در دستگاه حکومتی عثمانی رسیدند. پس از آن دوره، نوادگان این موج عظیم مهاجران چرکس (و لاز و غیره) به تدریج ترک‌زبان شده به‌طوری‌که شمار بزرگی از مردم ترک‌زبان ترکیه امروزی از تبار آسیایی (چرکس و لاز و گرجی…) هستند. بر پایه سرشماری سال ۱۹۴۵ در ترکیه، تنها ۶۶٬۶۹۱ چرکس هنوز به زبان چرکسی صحبت می‌کردند.
برخی از چرکس‌ها هنوز در ایران نیز زندگی می‌کنند.بیشتر چرکس های ایران در دوره های صفویه و قاجار به ایران مهاجرت داوطلبانه یا اجباری کردند.

## پراکندگی چرکسی ها در دنیا
مردم چرکس در جریان جنگ قفقاز توسط ارتش روسیه مورد پاکسازی قومی قرار گرفتند و به اجبار به امپراتوری عثمانی تبعید شدند. در دهه‌های ۱۸۶۰ و ۱۸۷۰، دولت عثمانی چرکس‌ها را در سرزمین‌هایی که امروزه شامل ترکیه، سوریه، اردن، لبنان، اسرائیل، عراق، گرجستان، بلغارستان، رومانی، صربستان، کوزوو، یونان، قبرس و مقدونیه شمالی می‌شود، اسکان داد. بیشتر پناهجویان چرکس در منطقه بالکان در جریان جنگ روسیه و عثمانی در سال‌های ۱۸۷۷ تا ۱۸۷۸ از آن منطقه گریختند. با این حال، چرکس‌ها از قرون وسطی تاکنون در خارج از منطقه قفقاز نیز زندگی کرده‌اند. آنان به‌ویژه در امپراتوری عثمانی و مصر حضور چشمگیری داشتند.

## نگارخانه

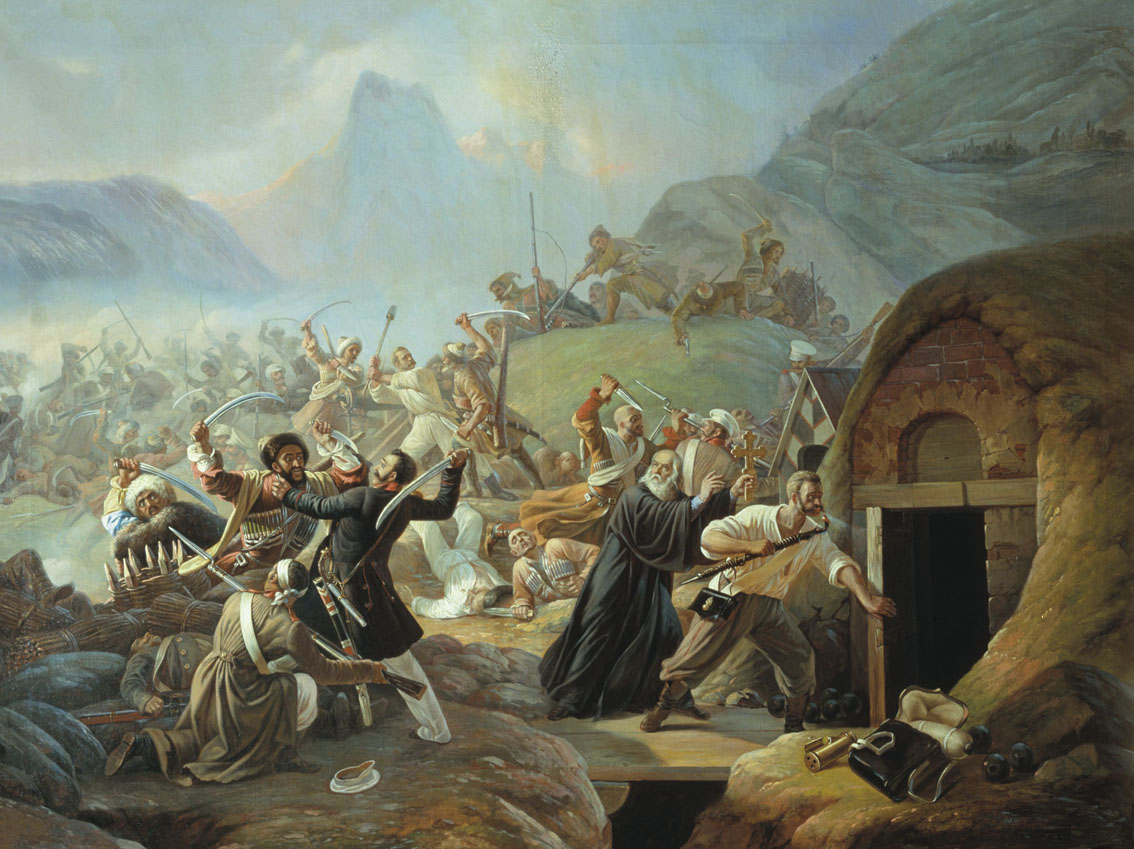
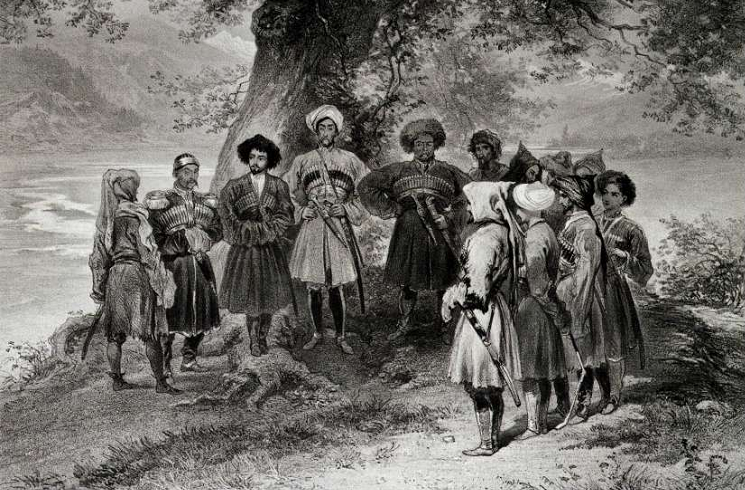
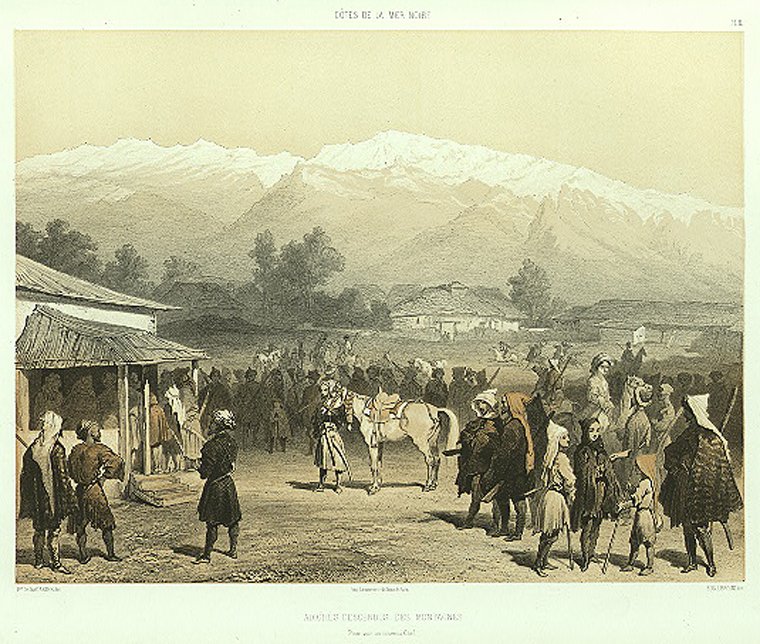
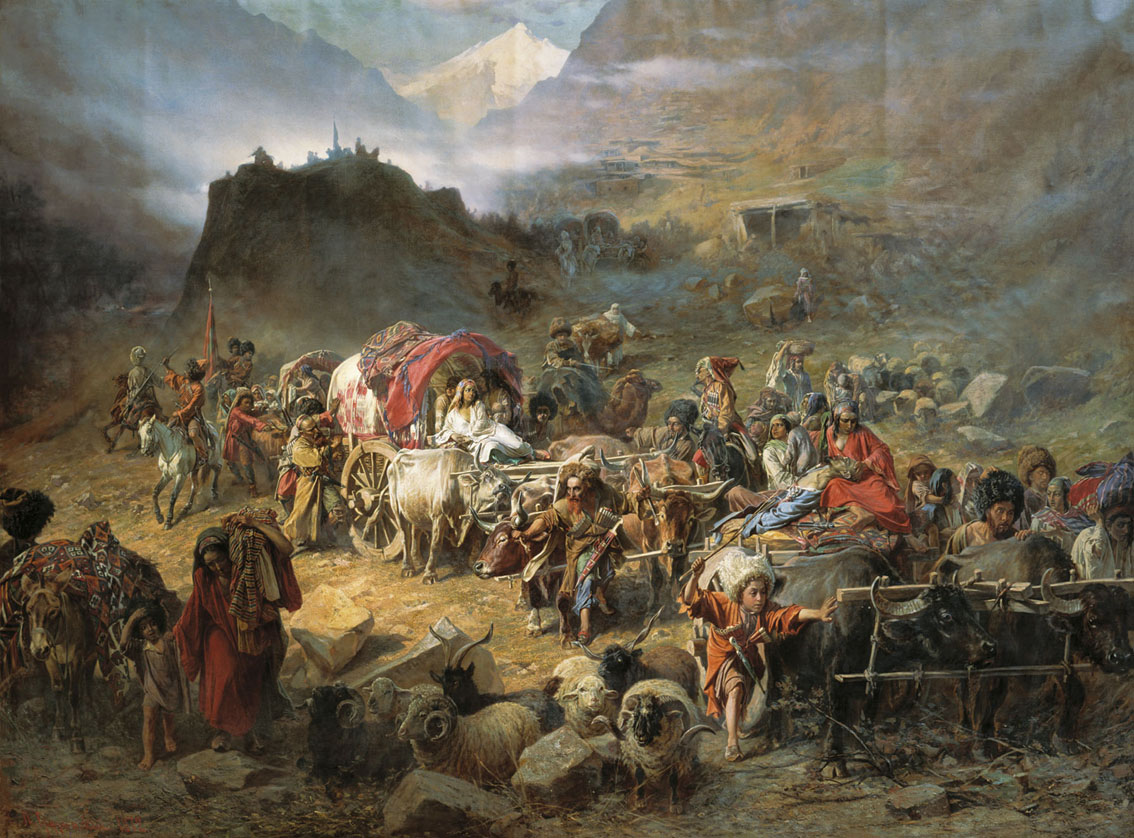